# Listor över vulkaner

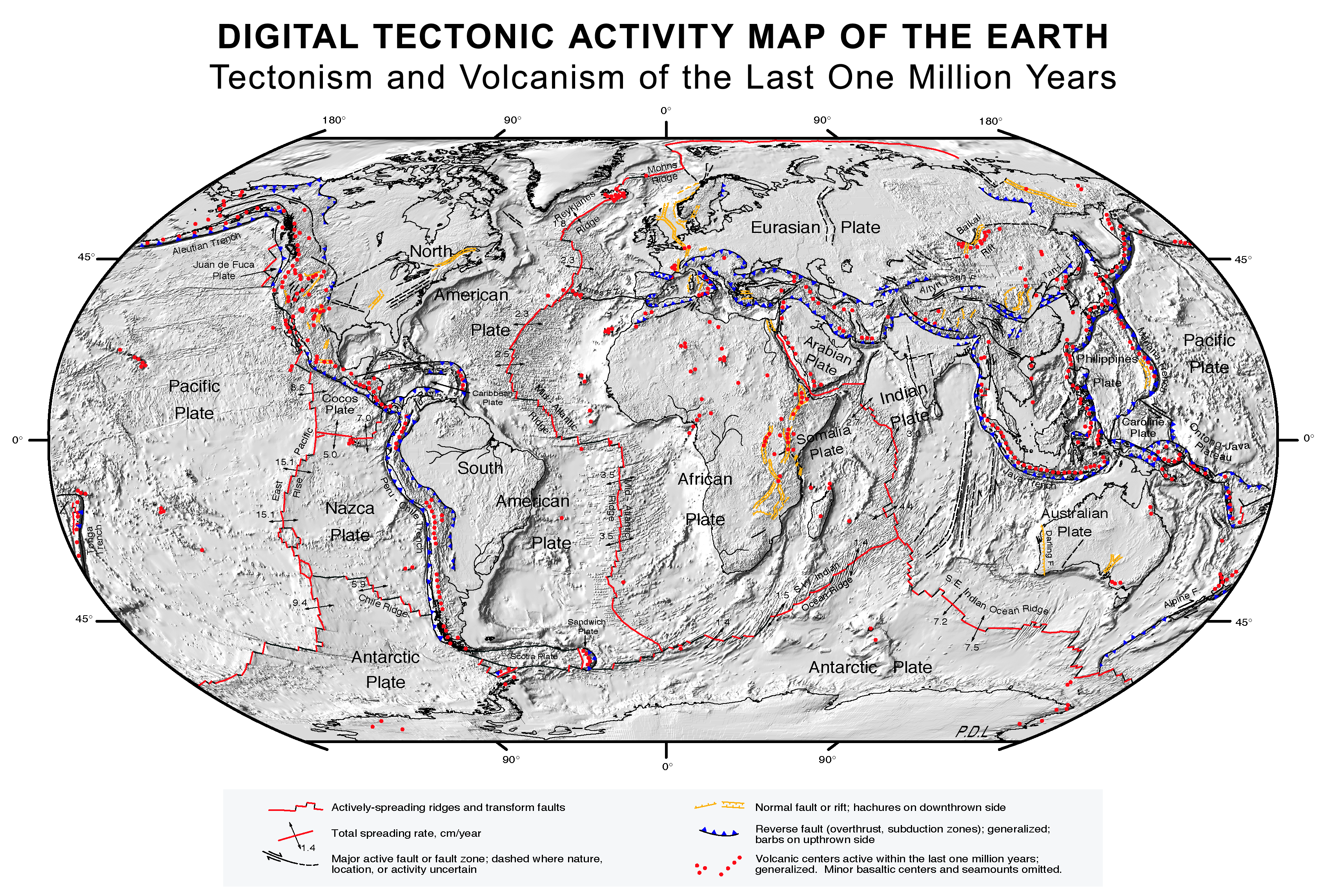
Kartan visar vulkaner som varit aktiva under det senaste 1 miljon år sedan.

Följande artiklar är listor över både aktiva och inaktiva vulkaner:
- Lista över vulkaner i Afghanistan
- Lista över vulkaner i Antarktis
- Lista över vulkaner i Argentina
- Lista över vulkaner i Armenien
- Lista över vulkaner i Ascension
- Lista över vulkaner i Australien
- Lista över vulkaner i Azerbajdzjan
- Lista över vulkaner i Bolivia
- Lista över vulkaner i Brasilien
- Lista över vulkaner i Chile
- Lista över vulkaner i Costa Rica
- Lista över vulkaner i Colombia
- Lista över vulkaner på Dominica
- Lista över vulkaner i Ecuador
- Lista över vulkaner i El Salvador
- Lista över vulkaner i Etiopien
- Lista över vulkaner i Frankrike
- Lista över vulkaner i Grekland
- Lista över vulkaner i Guatemala
- Lista över vulkaner i Honduras
- Lista över vulkaner i Indonesien
- Lista över vulkaner på Island
- Lista över vulkaner i Italien
- Lista över vulkaner i Japan
- Lista över vulkaner i Jemen
- Lista över vulkaner i Kanada
- Lista över vulkaner i Kenya
- Lista över vulkaner i Kina
- Lista över vulkaner i Mexiko
- Lista över vulkaner i Nicaragua
- Lista över vulkaner i Norge
- Lista över vulkaner i Nya Zeeland
- Lista över vulkaner i Peru
- Lista över vulkaner i Ryssland
- Lista över vulkaner i Storbritannien
- Lista över vulkaner i Spanien
- Lista över vulkaner i Tyskland
- Lista över vulkaner i USA